# 割喉
割喉是指人自杀或他杀的一种方式，亦是中国古代的一种刑。割喉是用刀具割断喉咙位置的气管或總頸動脈，而产生的死亡状态。

## 各地文化

### 古羅馬
勝利的角鬥士會詢問皇帝，是要對他的對手進行割喉，還是饒過他。

## 文獻
1. ↑  digital. . 國家地理雜誌中文網. 2016-09-18  [2018-12-25]. （原始内容存档于2018-12-25） （中文（臺灣））.